# Brabham Racing Organisation
Brabham Racing Organisation, más conocido sencillamente como Brabham, fue un fabricante británico de coches de carrera y equipo de Fórmula 1. Formalmente era parte de la Motor Racing Developments Ltd. Fundado en 1960 por dos australianos, el piloto Jack Brabham y el diseñador Ron Tauranac, el equipo ganó cuatro campeonatos mundiales de pilotos y dos de constructores en sus treinta años de historia en la Fórmula 1. Hasta la fecha, el campeonato de pilotos que obtuvo Jack Brabham en 1966 sigue siendo la única victoria para un coche que lleva el nombre de su piloto.
Motor Racing Developments Ltd. era el fabricante más grande del mundo de monoplazas a pedido en la década de 1960, y para 1970 había construido más de 500 coches. Durante este periodo, equipos usando coches marca Brabham ganaron campeonatos en Fórmula 2 y Fórmula 3 y compitieron en las 500 millas de Indianápolis. En las décadas de 1970 y 1980, Brabham introdujo innovaciones como el controvertido pero exitoso 'coche ventilador', el reabastecimiento de combustible durante la carrera, frenos de carbono y la suspensión hidroneumática. El equipo ganó dos campeonatos Fórmula 1 de pilotos en la década de 1980 con el brasileño Nelson Piquet, y se convirtió en el primero en ganar un campeonato de pilotos con un coche turboalimentado.
El empresario británico Bernie Ecclestone fue propietario de Brabham durante la mayor parte de las décadas de 1970 y 1980, y luego se convirtió en el responsable de administrar los aspectos comerciales de la Fórmula 1. Ecclestone vendió el equipo en 1988. Su último dueño fue el Middlebridge Group, una empresa de motores japonesa. A mediados de la temporada 1992, el equipo colapsó financieramente al no poder Middlebridge pagar los préstamos otorgados por Landhurst Leasing. El caso fue investigado por la oficina de fraudes mayores del Reino Unido.

## Orígenes

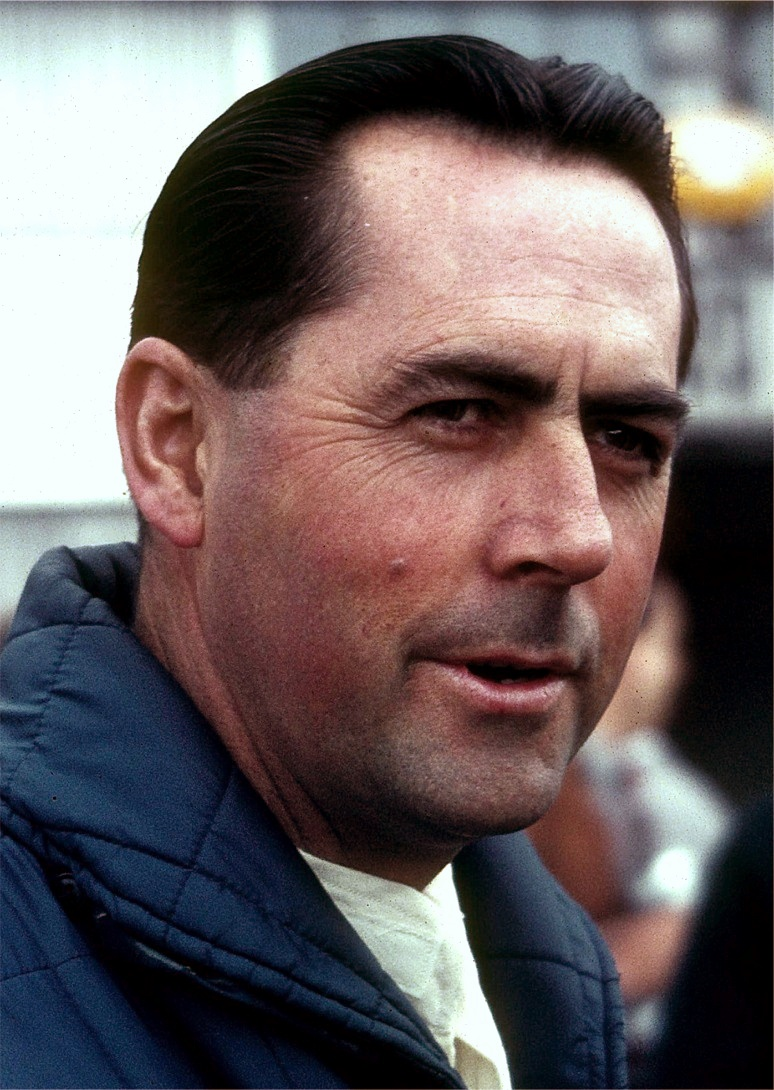
Jack Brabham tenía 40 años cuando ganó el título de pilotos de la F1 en un coche 'Brabham'.

El equipo Brabham fue fundado por Jack Brabham y Ron Tauranac, quienes se conocieron en 1951 cuando ambos se dedicaban con éxito a fabricar y correr autos de carrera en su país natal Australia. Brabham tenía más éxito como piloto y partió al Reino Unido en 1955 para desarrollar su carrera en las pistas. Ahí empezó a manejar para el equipo oficial de la Cooper Car Company y para 1958 habían progresado juntos hasta la Fórmula 1, la más alta categoría de monoplazas definida por la Fédération Internationale de l'Automobile (FIA), el ente mundial rector del automovilismo deportivo. En 1959 y 1960 Brabham ganó el campeonato de pilotos de Fórmula 1 al volante de los revolucionarios Coopers de motor central.
A pesar de ser los primeros en poner el motor detrás del piloto, Coopers y su jefe de diseño Owen Maddock se resistían a seguir desarrollando sus autos. Brabham presionó por más avances, y tuvo un papel significativo en desarrollar el muy exitoso Cooper 1960T53 ‘lowline’, con input de su amigo Tauranac. Brabham estaba seguro de que podía lograr más que Cooper, y a finales de 1959 pidió a Tauranac que fuera al Reino Unido y trabajara con él, inicialmente produciendo equipos de mejoramiento para autos de calle como el Sunbeam Rapier y el Triumph Herald en su taller, Jack Brabham Motors, pero con el objetivo a largo plazo de diseñar autos de carrera. Brabham describió a Tauranac como absolutamente el único tipo con el que me hubiera asociado.
Con ese fin, Brabham y Tauranac alistaron Motor Racing Developments Ltd. (MRD), deliberadamente evitando el uso de sus nombres. La nueva compañía competiría con Cooper en el mercado de fabricación de autos de carrera sobre pedido. Como Cooper era todavía el empleador de Brabham, Tauranac produjo el primer coche MRD, para la categoría de entrada Fórmula Junior, en secreto. Presentado en el verano de 1961, el 'MRD' fue pronto rebautizado. El periodista especializado Gérard Crombac señaló que «[la] manera que un francés pronuncia esas iniciales — escritas fonéticamente, 'em air day' — suena peligrosamente como la palabra francesa... merde». Los coches fueron entonces conocidos como Brabhams, con números de modelo que empezaban con BT for 'Brabham Tauranac'.
Para la temporada 1961 de Fórmula 1, los equipos Lotus y Ferrari habían desarrollado el concepto del motor central más que Cooper, mientras que Brabham tuvo una pobre temporada, anotando solamente cuatro puntos. Habiendo corrido sus propios Coopers en eventos fuera de campeonato durante 1961, Brabham dejó la compañía en 1962 para pilotar por su propio equipo: Brabham Racing Organisation, usando coches fabricados por Motor Racing Developments.

## Historia deportiva: Fórmula 1

### Jack Brabham y Ron Tauranac (1961-1970)
Motor Racing Developments inicialmente se concentró en ganar dinero construyendo coches para vender a clientes en las carreras de categorías bajas, así que el nuevo monoplaza para el equipo de Fórmula 1 no estuvo listo hasta comenzada la temporada 1962 de Fórmula 1. La Brabham Racing Organisation (BRO) empezó el año usando chasis comprados a Lotus, en los cuales Brabham logró finalizar dos veces en los puntos, antes que el turquesa Brabham BT3 hiciera su debut en el Gran Premio de Alemania de 1962. Se retiró con un problema en el acelerador después de nueve vueltas, pero se recuperó para lograr un par de cuartos lugares hacia el final de la temporada.

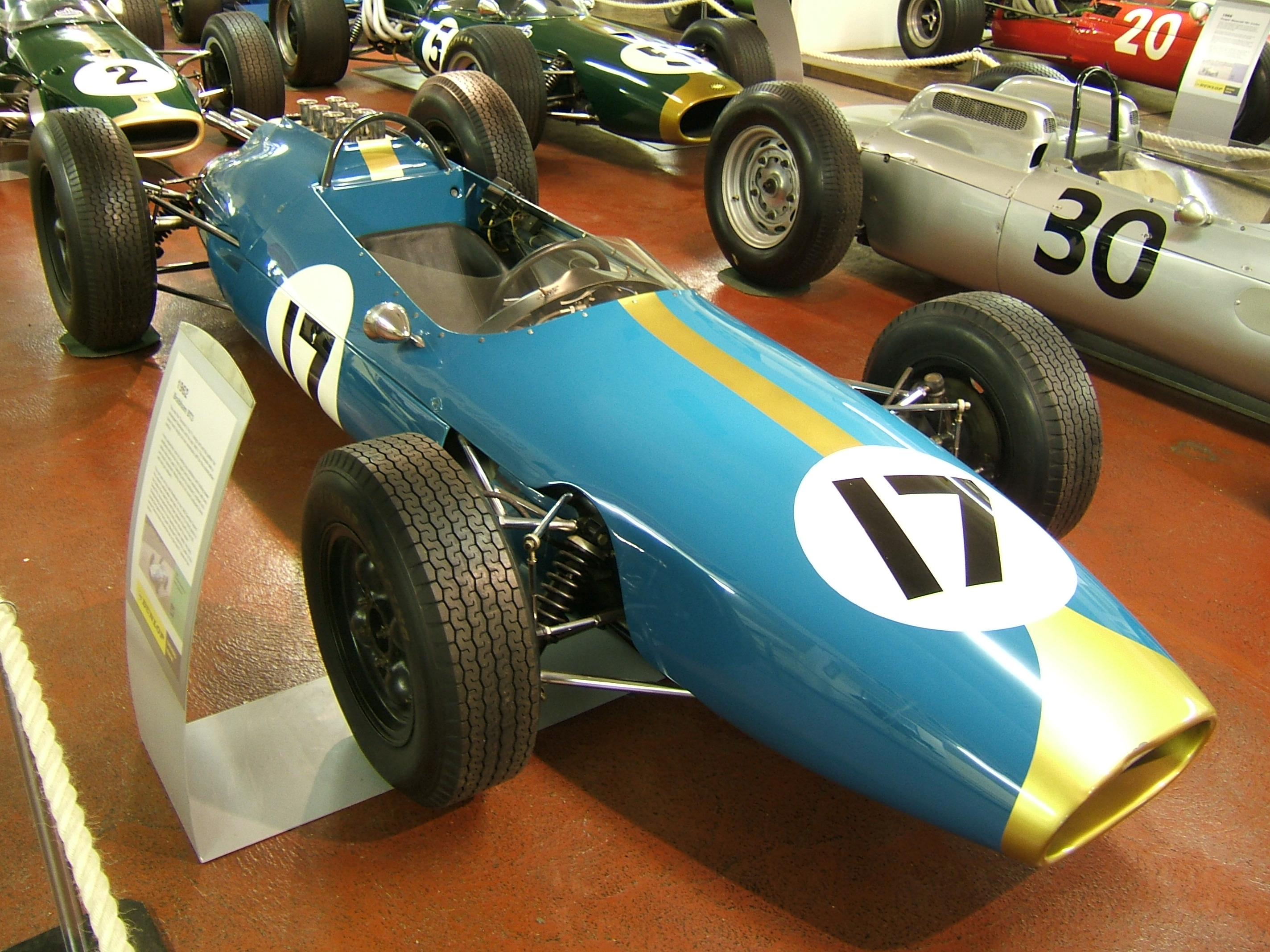
El Brabham BT3, el primer diseño de Brabham en Fórmula 1.

Desde la temporada 1963, Brabham tuvo como compañero al piloto estadounidense Dan Gurney, ambos corriendo con los colores verde y oro de Australia. Jack Brabham logró la primera victoria del equipo en el Gran Premio Solitude de 1963, prueba fuera del campeonato de F1. Gurney logró los dos primeros triunfos de la marca en el campeonato mundial en 1964 en los Grandes Premios de Francia y México. Coches de Brabham corriendo bajo su propio nombre o vendidos a otros equipos lograron otras tres victorias fuera de campeonato durante la temporada 1964. La temporada 1965 fue menos exitosa, sin victorias en el campeonato. Brabham terminó tercero o cuarto en el campeonato de constructores durante tres años consecutivos, pero la poca consistencia malogró promisorias performances en muchas ocasiones. Los autores Mike Lawrence y David Hodges han dicho que una escasez de recursos pudo haberle costado resultados al equipo, un punto de vista compartido por Ron Tauranac.
La FIA dobló la capacidad máxima del motor de Fórmula 1 a 3 litros para la temporada 1966 y los motores adecuados eran escasos. Brabham usó motores de la firma australiana Repco, que nunca había fabricado un motor de Fórmula 1 antes, basados en el bloque motor de aluminio V8 del desaparecido Oldsmobile F85 americano, y usando otras piezas compradas. El consultor y diseñador de motores Phil Irving fue el ingeniero responsable del proyecto que produjo un motor extraordinario en muy poco tiempo. Sin embargo, pocos esperaban que los Brabham-Repcos fueran competitivos, pero los ligeros y confiables coches estuvieron en los primeros lugares desde el comienzo de la temporada. En el Gran Premio de Francia en Reims-Gueux, Jack Brabham se convirtió en el primer hombre en ganar una carrera del campeonato mundial de Fórmula 1 en un coche que llevaba su propio nombre. Solamente su anterior compañero de equipo, Bruce McLaren, ha igualado el logro desde entonces. Fue la primera en una seguidilla de cuatro victorias para el veterano australiano. Jack Brabham ganó su tercer título en 1966, convirtiéndose en el único piloto en ganar el Campeonato Mundial de Fórmula 1 en un coche que lleva su propio nombre. Entre los que no lograron lo mismo figuran John Surtees, Graham Hill, Jackie Stewart, Alain Prost y Fittipaldi Automotive. En 1967, el título fue para el compañero de equipo de Brabham, el neozelandés Denny Hulme. Hulme tuvo más consistencia durante el año, posiblemente debido al deseo de Jack Brabham de ser el primero en probar los nuevos componentes. El equipo Brabham ganó el campeonato de constructores ambas temporadas.
Para 1968 el austriaco Jochen Rindt reemplazó a Hulme, quien se había ido a McLaren. Repco produjo una versión más potente de sus V8 para mantenerse competitivos contra el nuevo Ford Cosworth DFV pero este motor se mostró poco confiable. Las lentas comunicaciones entre el Reino Unido y Australia habían hecho siempre que identificar y reparar problemas fuera muy difícil. El coche era rápido — Rindt logró la pole position dos veces durante la temporada — pero Brabham y Rindt terminaron solamente tres carreras entre ambos, y finalizaron el año con solamente diez puntos.

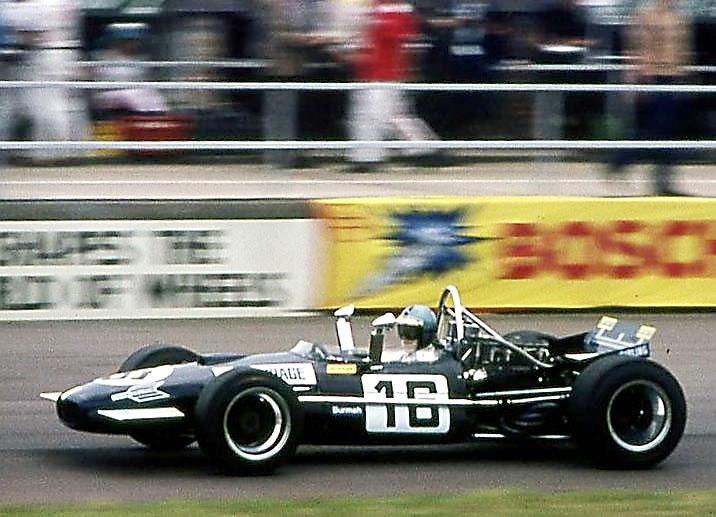
Varios equipos de F1 usaron coches Brabham (Piers Courage, Frank Williams Racing Cars, 1969).

Aunque Brabham compró motores Cosworth DFV para la temporada 1969, Rindt se fue a Lotus. Su reemplazo, Jacky Ickx, tuvo una buena segunda mitad de temporada, en Alemania y Canadá, después que Jack Brabham quedó al margen por un accidente durante las pruebas. Ickx terminó segundo en el campeonato de pilotos con 37 puntos detrás de Jackie Stewart que sumó 63. Brabham mismo logró un par de pole positions y dos podios, pero no terminó la mitad de las carreras. El equipo fue segundo en el campeonato de constructores, ayudado por los segundos lugares en Mónaco y Watkins Glen logrados por Piers Courage, manejando un Brabham para el equipo privado Frank Williams Racing Cars.
Jack Brabham pensaba retirarse al terminar la temporada 1969 y vendió su participación en el equipo a Tauranac. Sin embargo, la decisión tardía de Rindt de seguir en Lotus significó que Brabham corriera durante otro año. Logró su última victoria en la carrera inicial de la temporada de 1970 y se mantuvo competitivo a lo largo del año, aunque problemas mecánicos malograron sus posibilidades por el título. Ayudado por el piloto número dos Rolf Stommelen, el equipo quedó cuarto en el campeonato de constructores.

### Ron Tauranac (1971)

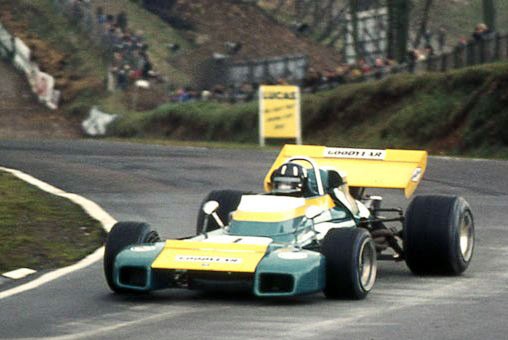
Brabham BT34. Graham Hill logró su victoria final en Fórmula 1 en el 'pinza de langosta'.

Tauranac contrató al doble campeón mundial Graham Hill y al joven australiano Tim Schenken como pilotos para la temporada de 1971. Tauranac diseñó el poco usual ‘pinza de langosta (lobster claw)’ BT34, que llevaba radiadores mellizos montados delante de las ruedas delanteras, un ejemplar del cual fue fabricado para Hill. Aunque Hill, que ya no estaba entre los mejores pilotos desde su accidente en 1969, logró su última victoria en Fórmula 1 en la carrera fuera de campeonato BRDC International Trophy en Silverstone, el equipo logró solamente siete puntos de campeonato.
Tauranac, quien se interesaba más por la ingeniería, empezó a sentir que su presupuesto para Fórmula 1 de unas £100,000 era una apuesta arriesgada que no podía afrontar solo, y comenzó a buscar por un socio de negocios con experiencia. Vendió la compañía por £100,000 a fines de 1971 al empresario británico Bernie Ecclestone, exagente de Jochen Rindt y antiguo propietario del equipo Connaught Engineering. Tauranac permaneció para diseñar coches y administrar la fábrica.

### Bernie Ecclestone (1972-1987)
Tauranac dejó el equipo temprano en la temporada 1972 después que Ecclestone cambió la organización de la compañía sin consultarle. Ecclestone dijo posteriormente: Mirando atrás, la relación nunca iba a funcionar, señalando que [Tauranac y yo] teníamos la misma actitud de «Por favor, sé razonable y haz lo que yo digo». Los puntos destacados de un año sin rumbo, durante el cual el equipo corrió con tres modelos diferentes, fueron la pole position para el piloto argentino Carlos Reutemann en su carrera de dueño de casa en Buenos Aires y una victoria fuera de campeonato en el Gran Premio de Interlagos. Para la temporada de 1973, Ecclestone promovió al ingeniero Gordon Murray a jefe de diseño. El joven sudafricano produjo el BT42 con el cual Reutemann logró dos podios y terminó séptimo en el campeonato de pilotos. Ecclestone también contrató a Herbie Blash para manejar el programa de MRD en la F2. Para 1973 Blash se había convertido en mánager del equipo Brabham F1, trabajando con Ecclestone y Murray durante los siguientes 15 años, lapso durante el cual la escudería se anotó 22 victorias y Nelson Piquet ganó los campeonatos mundiales de pilotos de 1981 y 1983.

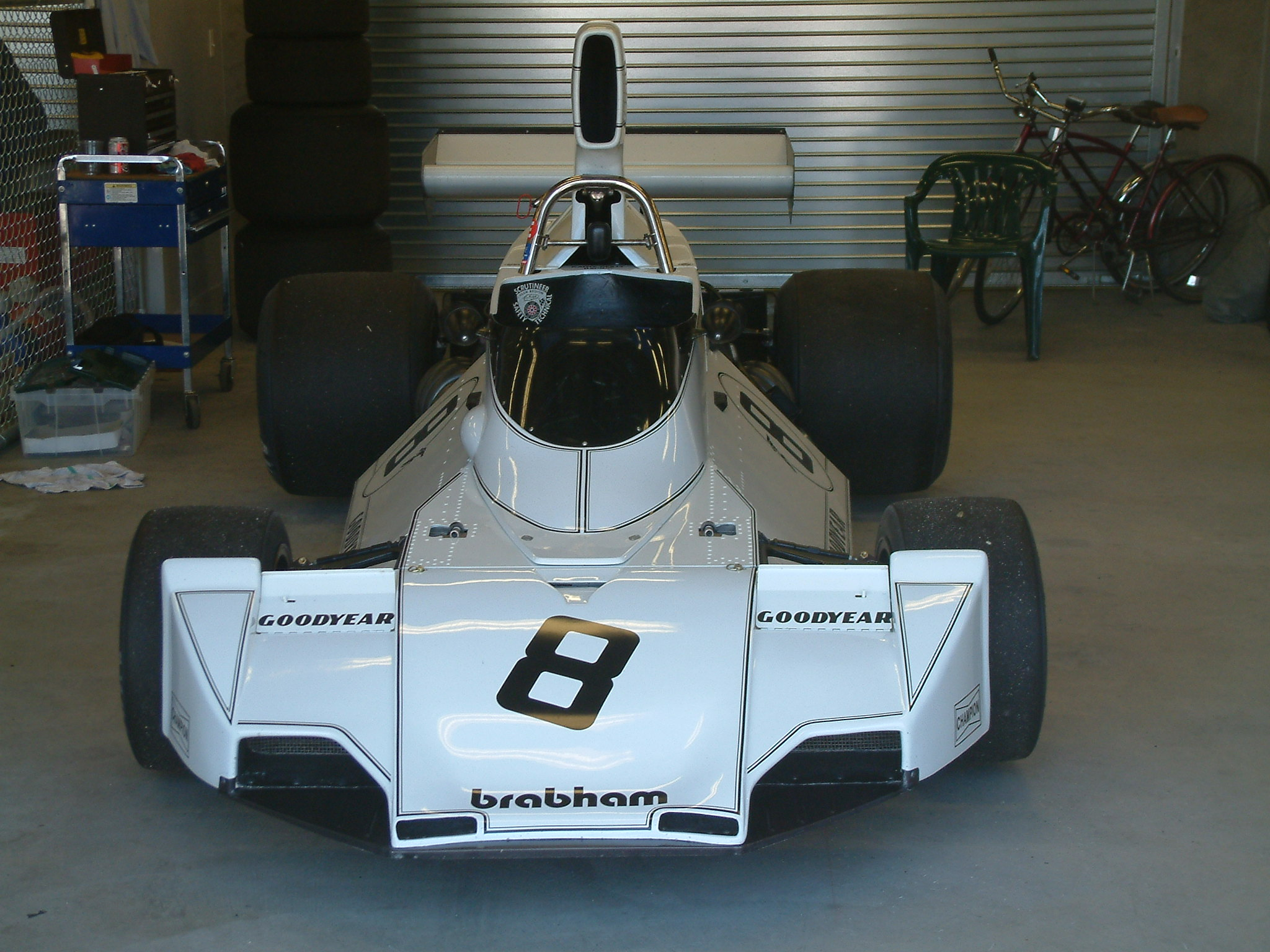
El Brabham BT44 fue usado en las temporadas 1974 y 1975.

En la temporada 1974, Reutemann logró las primeras tres victorias de su carrera en Fórmula 1, y las primeras de Brabham desde 1970. El equipo terminó en quinto lugar del campeonato de constructores, usando el mucho más competitivo BT44. Después de un buen final en la temporada 1974, muchos observadores pensaron que el equipo era favorito para ganar el título de 1975. El año empezó bien, con una primera victoria para el piloto brasileño Carlos Pace en Interlagos circuito de su nativa São Paulo. Sin embargo, al avanzar la temporada, el desgaste de neumáticos frecuentemente perjudicaba a los coches. Pace logró otros dos podios y terminó sexto en el campeonato; mientras que Carlos Reutemann tuvo cinco podios, incluyendo una dominante victoria en el Gran Premio de Alemania de 1975, y finalizó tercero en el campeonato de pilotos. El equipo igualmente terminó tercero en la tabla del campeonato de constructores de ese año.
Mientras equipos rivales como Lotus y McLaren confiaron en el motor Cosworth DFV desde finales de los 1960 hasta el inicio de los 1980, Ecclestone buscó una ventaja competitiva investigando otras opciones. A pesar del éxito de los coches de Murray con motor Cosworth, Ecclestone firmó un acuerdo con el fabricante italiano Alfa Romeo para usar su largo y potente motor de 12 cilindros de la temporada 1976. Los motores eran gratis, pero convirtieron a los nuevos BT45, que entonces lucían el color rojo de Martini Racing, en inconsistentes y pesados. Las temporadas 1976 y 1977 vieron a Brabham caer a la parte baja de la categoría nuevamente. Reutemann negoció la rescisión de su contrato antes del final de la temporada 1976 y firmó con Ferrari. El irlandés John Watson lo reemplazó para 1977. El equipo perdió a Carlos Pace temprano en la temporada 1977 cuando el brasileño murió en un accidente de avioneta.
Para la temporada 1978, el BT46 de Murray mostraba numerosas tecnologías nuevas para superar las dificultades de peso y montaje causadas por los motores Alfa Romeo. Ecclestone contrató al entonces dos veces campeón mundial de Fórmula 1 Niki Lauda, cuyo salario de US$1 millón fue solventado con auspicio de la compañía de productos lácteos italiana Parmalat. El año 1978 fue dominado por el Lotus 79 ‘el coche alado’, que usaba el aerodinámico efecto suelo para pegarse a la pista en las curvas, pero Lauda ganó dos carreras en el BT46, uno de los controvertidos 'B' o 'coche ventilador'.
La sociedad con Alfa Romeo terminó durante la temporada 1979, la primera del equipo con el joven piloto brasileño Nelson Piquet. Murray diseñó el BT48 con efecto suelo alrededor de un nuevo motor Alfa Romeo V12 e incorporó un efectivo sistema de frenos carbono-carbono —una tecnología en la que Brabham había sido pionero al usarla en 1976. Sin embargo, movimientos inesperados del centro de presión de la aerodinámica del auto hizo su manejo imprevisible y el nuevo motor era poco consistente. El equipo cayó al octavo lugar en la tabla de constructores al final de la temporada. Alfa Romeo empezó a testear su propio coche de Fórmula 1 durante la temporada, lo que hizo que Ecclestone volviera a los motores Cosworth, movida que Murray describió como tener un día de fiesta. El nuevo BT49, ligero y con motor Cosworth fue presentado antes de que terminara el año en el Gran Premio de Canadá de 1979; donde luego de las prácticas Lauda anunció su inmediato retiro, explicando luego que: ya no obtenía ningún placer en manejar dando vueltas y vueltas a un circuito.

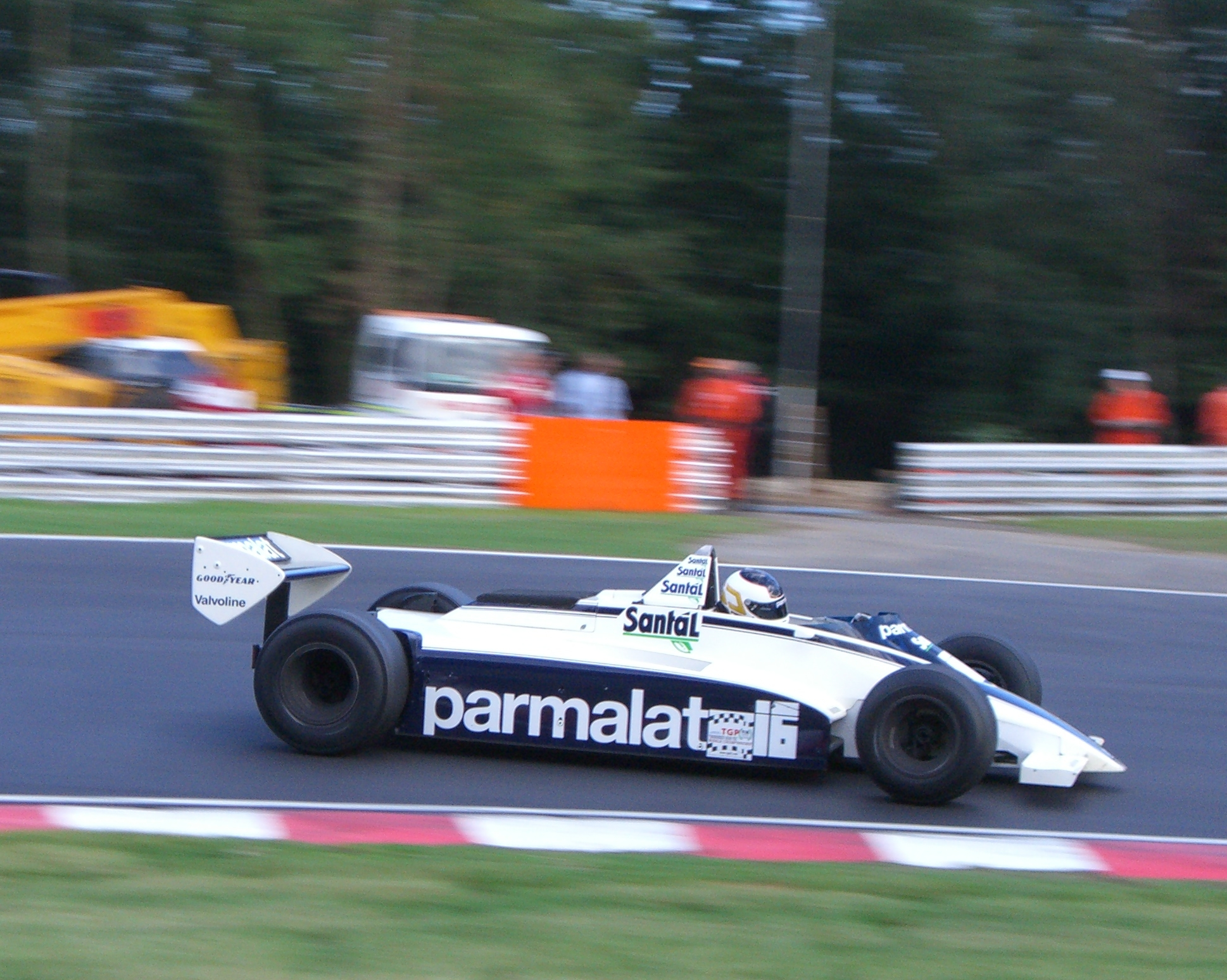
El Brabham BT49 compitió cuatro temporadas, ganando un campeonato.

El equipo usó el BT49 durante cuatro temporadas. En la temporada de 1980 Piquet se anotó tres victorias y el equipo logró el tercer lugar en el campeonato de constructores. Esta temporada se introdujeron los colores azul y blanco que los coches llevarían durante numerosos cambios de auspiciador, hasta la cancelación del equipo en 1992. Con una mejor comprensión del efecto suelo, el equipo desarrolló más el BT49C para la temporada 1981, incorporando un sistema de suspensión hidroneumática para evitar limitaciones en la altura de carrera de los monoplazas introducidas para reducir la fuerza contra el suelo (downforce). Piquet, que había desarrollado una cercana relación de trabajo con Murray, ganó el título de pilotos con tres victorias aunque en medio de acusaciones de hacer trampa.
Renault había introducido motores turbo a la Fórmula 1 en 1977. Brabham había testeado un BMW con motor turboalimentado de 4 cilindros BMW M10 en 1981. Para la temporada 1982 el equipo diseñó un nuevo coche, el BT50, alrededor del motor BMW el cual, como el motor Repco 16 años antes, usaba el bloque motor de un carro de calle. Brabham continuó usando el BT49D con motor Cosworth en las primeras etapas de la temporada mientras se solucionaban problemas de confiabilidad y manejo con las unidades con motor BMW. La relación estuvo a punto de terminar cuando el fabricante alemán insistió en que Brabham usara su motor. El turbo consiguió su primera victoria en el Gran Premio de Canadá de 1982. En la temporada 1983, Piquet arrebató el primer lugar del campeonato a Alain Prost de Renault en la última carrera del año, el Gran Premio de Sudáfrica para convertirse en el primer piloto en ganar el campeonato de pilotos con un coche turboalimentado. El equipo no ganó el campeonato de constructores ni en 1981 ni 1983, a pesar del éxito de Piquet. Riccardo Patrese fue el único otro piloto que ganó una carrera para Brabham en este periodo. Los pilotos en el segundo coche contribuyeron apenas una fracción de los puntos del equipo en cada una de estas temporadas de campeonato.

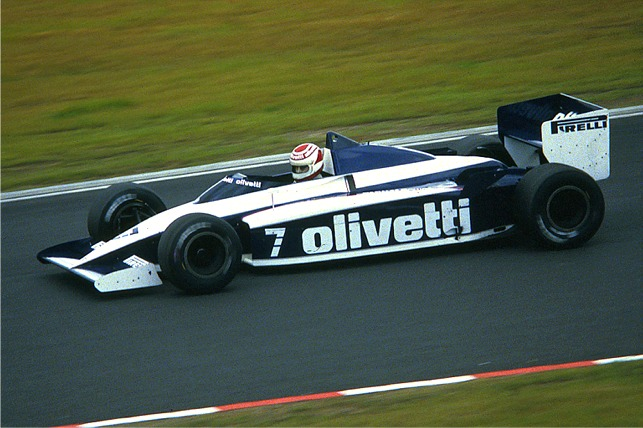
Nelson Piquet y su BT54 fueron perjudicados por los neumáticos Pirelli en 1985.

Piquet logró lo que sería la última victoria del equipo en el Gran Premio de Francia de 1985 antes de irse a Williams al final de la temporada. Piquet hubiera deseado quedarse pero después de siete años y dos campeonatos mundiales, sentía que la oferta de salario que le hizo Ecclestone para 1986 no estaba de acuerdo con su valor. La temporada 1986 fue un desastre. Murray presentó el BT55, con un radical diseño largo y bajo y con el motor BMW inclinado para mejorar la aerodinámica, que solamente logró dos puntos; BMW y Brabham no se pusieron de acuerdo si era culpa del motor o del auto. El piloto Elio de Angelis se convirtió en la primera víctima mortal del equipo en la Fórmula 1 falleciendo en un accidente durante prácticas en el circuito Paul Ricard. En agosto BMW, luego de considerar participar con su propio equipo, anunció su retiro de la Fórmula 1 al final de la temporada. Murray, que había asumido en gran parte el manejo del equipo mientras Ecclestone se dedicaba más a su papel en la Formula 1 Constructors Association, sintió que la manera en que el equipo había operado durante 15 años se había roto. Dejó Brabham en noviembre para unirse a McLaren.
Ecclestone exigió a BMW que cumpliera con su contrato para la temporada 1987, pero la compañía alemana solamente proporcionaría un motor de prueba. Las unidades auténticas, alrededor de las cuales Brabham había diseñado su nuevo coche, fueron vendidas al equipo Arrows. Los principales directivos de Brabham, incluyendo a Murray, han dicho que para este momento Ecclestone había perdido interés en manejar el equipo. La temporada 1987 fue apenas un poco más exitosa. Patrese y de Cesaris lograron 10 puntos entre ambos. Incapaz de conseguir un proveedor de motores adecuado, el equipo no cumplió con el plazo final de la FIA para inscribirse en el campeonato de 1988 y Ecclestone finalmente anunció el retiro de Brabham de Fórmula 1 en el Gran Premio de Brasil en abril de 1988. Vendió MRD a Alfa Romeo por £2 000 000 (dos millones de libras esterlinas).
El equipo fue entonces vendido al financista suizo Joachim Luhti y Herbie Blash se fue para manejar la compañía de Ecclestone FOCA Television.

### Joachim Luhti (1989)
El equipo Brabham perdió la temporada 1988 durante el cambio de propiedad. El nuevo BT58, movido por un motor de Judd (originalmente otra de las compañías fundadas por Jack Brabham), fue armado para la temporada 1989 de Fórmula 1. El italiano Stefano Modena junto al experimentado Martin Brundle fueron los pilotos. El equipo terminó en octavo lugar, y Modena logró el último podio del equipo: un tercer lugar en el Gran Premio de Mónaco.

### Middlebridge Racing (1989-1992)
Después del arresto de Luhti acusado de evasión de impuestos a mediados de 1989, varias partes disputaron la propiedad del equipo. Middlebridge Group Limited, una firma japonesa que tenía el equipo de Fórmula 3000 Middlebridge Racing, ganó el control de Brabham para la temporada 1990 de Fórmula 1. Pagaron la compra usando £1 millón prestado por la compañía de finanzas Landhurst Leasing, pero el equipo siguió corto de fondos y solamente obtendría unos pocos finales en los puntos en sus últimas tres temporadas. El hijo menor de Jack Brabham, David, corrió por el equipo durante un breve lapso en 1990. Damon Hill, el hijo de otro expiloto de Brabham y campeón mundial, condujo por el equipo en 1992. Hill se unió a un sufriente Brabham después que el equipo despidió a Giovanna Amati, la última mujer que intentó correr en Fórmula 1, cuando los auspicios prometidos por ella no se materializaron.
El argentino Sergio Rinland diseñó los últimos coches del equipo usando motores Judd, excepto en 1991 cuando Yamaha puso los motores. En la temporada de 1992 los autos raramente se clasificaban para las carreras. Hill consiguió la última carrera completada para el equipo en el Gran Premio de Hungría, donde cruzó la meta cuatro vueltas detrás del ganador, Ayrton Senna. Antes del fin de la temporada el equipo se quedó sin fondos y colapsó. Middlebridge Group Limited no había podido cumplir con los pagos del préstamo de £6 millones que le llegó a proporcionar Landhurst Leasing, la que cayó bajo administración judicial. La Oficina de Fraudes Graves del Reino Unido investigó el caso. Los directores ejecutivos de Landhurst fueron encontrados culpables de corrupción y encarcelados por haber aceptado sobornos para autorizar más préstamos a Middlebridge. Fue uno de los cuatro equipos en dejar la Fórmula 1 ese año con March, Fondmetal y Andrea Moda Formula. Aunque hubo conversaciones para revivir al equipo al año siguiente sus bienes pasaron a Landhurst Leasing y fueron subastados por los acreedores en 1993.

## Innovaciones técnicas

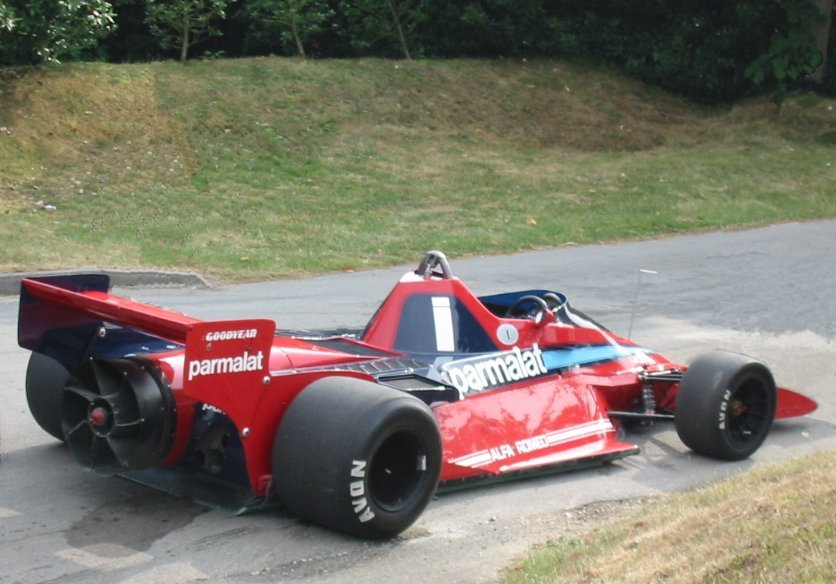
El BT46B ‘Fan car’ de 1978 ganó su única carrera antes de ser prohibido.

Brabham fue considerado un equipo técnicamente conservador en la década de 1960, principalmente por perseverar con el tradicional chasis con bastidor (spaceframe) en sus coches mucho después que Lotus introdujera el ligero y más rígido chasis autoportante a la Fórmula 1 en 1962. Tauranac razonó que los autoportantes de la época no eran más rígidos que un bien diseñado chasis de bastidor y en cambio eran más difíciles de reparar y menos apropiados para los clientes de MRD. Estos coches ‘pasados de moda’ le dieron al equipo Brabham los campeonatos de 1966 y 1967 y se mantuvieron competitivos en Fórmula 1 hasta que los cambios en el reglamento obligaron el paso a los autoportantes en 1970.
A pesar de este supuesto conservadurismo, en 1963 Brabham fue el primer equipo de Fórmula 1 en usar un túnel de viento para afinar sus diseños y reducir la resistencia del viento (drag) evitando que los autos se elevaran a causa de la velocidad. Esta práctica solamente se hizo normal en la década de 1980 y es posiblemente el factor más importante a la hora de diseñar los autos modernos. Hacia finales de los años de 1960, los equipos empezaron a explotar el efecto aerodinámico de la fuerza hacia abajo (downforce) para presionar los neumáticos contra el suelo com más fuerza y permitir a los coches ir más rápido en las curvas. En el Gran Premio de Bélgica de 1968, Brabham fue el primero, junto con Ferrari, en introducir alerones posteriores completos con este fin.
El periodo más fértil de innovación técnica para el equipo vino en las décadas de 1970 y 1980 cuando Gordon Murray se convirtió en el director técnico. Durante 1976, el equipo introdujo frenos de carbono-carbono a la Fórmula 1, los que prometían reducir el peso no suspendido y un mejor trabajo en las frenadas debido al mayor coeficiente de rozamiento del carbono. La tecnología no era confiable al principio. En 1976 Carlos Pace se estrelló a 290 km/h en el circuito Österreichring después que el calentamiento en los frenos hizo hervir el líquido de frenos, dejándolo sin manera de detener el auto. En 1979 Brabham había desarrollado un efectivo sistema de frenado carbono-carbono, combinando discos de carbono con zapatas de carbono. Hacia fines de la década de 1980, prácticamente todos los competidores en las categorías más altas del automovilismo usaban los frenos de carbono.
Aunque Brabham experimentó con spoilers delanteros y faldones a mediados de la década de 1970, el equipo, así como todo el resto de los competidores, no comprendieron inmediatamente el desarrollo de Lotus de un coche con efecto suelo en 1977. El Brabham BT46B 'auto ventilador' de 1978, generó enorme fuerza hacia abajo con un ventilador que extraía el aire de debajo del coche, aunque se afirmaba que su tarea era enfriar el motor. El coche solamente corrió una vez en el campeonato de Fórmula 1, ganando con Niki Lauda el Gran Premio de Suecia de 1978, antes de que fuera prohibido por la FIA.
Aunque en 1979 Murray fue el primero en usar paneles livianos de fibra de carbono para dar rigidez a la aleación de aluminio de los monocasco de Brabham, repitió a su predecesor Tauranac en ser el último en cambiar a monocascos completamente hechos con materiales compuestos. Murray era reacio a construir el chasis completo con materiales compuestos hasta que hubiera entendido su comportamiento en una colisión, una comprensión que alcanzó en parte a través de la prueba de impacto de un chasis BT49. El equipo no usó su propio chasis completamente fabricado con material compuesto hasta el BT55 de 1986, siendo el último equipo en hacerlo. Esta tecnología es ahora usada en todas las competencias de monoplazas de alto nivel.
En la temporada 1981 la FIA introdujo una altura mínima de 6 cm para los coches con la intención de hacerlos andar más despacio en las curvas limitando el empuje hacia abajo creado por el efecto suelo. Gordon Murray ideó una suspensión hidroneumática para el BT49C, que permitía al auto asentarse a una altura mucho más baja a alta velocidad. Brabham fue acusado de hacer trampa por otros equipos, aunque Murray cree que el sistema cumplía la letra de las regulaciones. El equipo no fue castigado y otros pronto produjeron sistemas con efectos similares.
En el Gran Premio de Gran Bretaña de 1982, Brabham reintrodujo la idea de reabastecer y cambiar los neumáticos de los monoplazas durante la carrera, algo que no se veía desde la temporada 1957 de Fórmula 1, para permitir que sus pilotos tomaran ventaja al inicio de las carreras aprovechando su carga ligera de combustible y los neumáticos suaves. Después de estudiar técnicas usadas en las 500 millas de Indianápolis y en NASCAR en los Estados Unidos, el equipo era capaz de repostar y cambiar los neumáticos del auto en 14 segundos en ensayos antes de la carrera. En 1982, Murray sintió que la táctica aportaba poco y que más bien "daba noticia a los auspiciadores de que no tenemos oportunidad de ganar", pero en 1983 el equipo hizo buen uso de la táctica. El reabastecimiento fue prohibido en 1984 y no reapareció hasta la temporada 1994, pero los cambios de neumáticos permanecieron como parte de la Fórmula 1 (excepto brevemente durante la temporada 2005 en que solamente eran permitidos por razones de seguridad), al punto que Max Mosley, jefe de la FIA, afirmó a fines de los 1990 que los televidentes encontraban el espectáculo de las paradas en pits más emocionante que un adelantamiento en la pista.

## Resultados

### Fórmula 1
| Año  | Escudería                                             | Chasis                                 | Neu. | Motor                   | Pilotos                                                                         | Pos. | Puntos |
| ---- | ----------------------------------------------------- | -------------------------------------- | ---- | ----------------------- | ------------------------------------------------------------------------------- | ---- | ------ |
| 1962 | Brabham Racing Organisation                           | Lotus 24 Brabham BT3                   | D    | Climax                  | Jack Brabham                                                                    | 7.º  | 9      |
| 1963 | Brabham Racing Organisation                           | Brabham BT3 Brabham BT7 Lotus 25       | D    | Climax                  | Jack Brabham Dan Gurney                                                         | 3.º  | 30     |
| 1964 | Brabham Racing Organisation                           | Brabham BT7 Brabham BT11               | D    | Climax                  | Jack Brabham Dan Gurney                                                         | 4.º  | 30     |
| 1965 | Brabham Racing Organisation                           | Brabham BT7 Brabham BT11               | D G  | Climax                  | Jack Brabham Dan Gurney Denny Hulme Giancarlo Baghetti                          | 3.º  | 27     |
| 1966 | Brabham Racing Organisation                           | Brabham BT19 Brabham BT20 Brabham BT22 | G    | Repco                   | Jack Brabham Denny Hulme                                                        | 1.º  | 42     |
| 1967 | Brabham Racing Organisation                           | Brabham BT19 Brabham BT20 Brabham BT24 | G    | Repco                   | Jack Brabham Denny Hulme                                                        | 1.º  | 63     |
| 1968 | Brabham Racing Organisation                           | Brabham BT24 Brabham BT26              | G    | Repco                   | Jack Brabham Jochen Rindt Dan Gurney                                            | 8.º  | 10     |
| 1969 | Motor Racing Developments                             | Brabham BT26A                          | G    | Cosworth DFV            | Jack Brabham Jacky Ickx                                                         | 2.º  | 49     |
| 1970 | Motor Racing Developments                             | Brabham BT33                           | G    | Cosworth DFV            | Jack Brabham Rolf Stommelen                                                     | 4.º  | 35     |
| 1971 | Motor Racing Developments                             | Brabham BT33 Brabham BT34              | G    | Cosworth DFV            | Graham Hill Tim Schenken Dave Charlton                                          | 9.º  | 5      |
| 1972 | Motor Racing Developments                             | Brabham BT33 Brabham BT34 Brabham BT37 | G    | Cosworth DFV            | Graham Hill Carlos Reutemann Wilson Fittipaldi                                  | 9.º  | 7      |
| 1973 | Motor Racing Developments Ceramica Pagnossin Team MRD | Brabham BT37 Brabham BT42              | G    | Cosworth DFV            | Carlos Reutemann Wilson Fittipaldi Andrea de Adamich Rolf Stommelen John Watson | 4.º  | 22     |
| 1974 | Motor Racing Developments                             | Brabham BT42 Brabham BT44              | G    | Cosworth DFV            | Carlos Reutemann Carlos Pace Rikky von Opel Richard Robarts Teddy Pilette       | 5.º  | 35     |
| 1975 | Martini Racing                                        | Brabham BT44B                          | G    | Cosworth DFV            | Carlos Reutemann Carlos Pace                                                    | 2.º  | 54     |
| 1976 | Martini Racing                                        | Brabham BT45                           | G    | Alfa Romeo              | Carlos Reutemann Carlos Pace Rolf Stommelen Larry Perkins                       | 9.º  | 9      |
| 1977 | Martini Racing                                        | Brabham BT45B                          | G    | Alfa Romeo              | Carlos Pace John Watson Hans-Joachim Stuck Giorgio Francia                      | 5.º  | 27     |
| 1978 | Parmalat Racing Team                                  | Brabham BT45C Brabham BT46/B/C         | G    | Alfa Romeo              | Niki Lauda John Watson Nelson Piquet                                            | 3.º  | 53     |
| 1979 | Parmalat Racing Team                                  | Brabham BT46 Brabham BT48 Brabham BT49 | G    | Alfa Romeo Cosworth DFV | Niki Lauda Nelson Piquet Ricardo Zunino                                         | 8.º  | 7      |
| 1980 | Parmalat Racing Team                                  | Brabham BT49B                          | M    | Cosworth DFV            | Nelson Piquet Ricardo Zunino Héctor Rebaque                                     | 3.º  | 55     |
| 1981 | Parmalat Racing Team                                  | Brabham BT49/B/C                       | G    | Cosworth DFV            | Nelson Piquet Héctor Rebaque Ricardo Zunino                                     | 2.º  | 61     |
| 1982 | Parmalat Racing Team                                  | Brabham BT49D Brabham BT50             | G    | Cosworth DFV BMW        | Nelson Piquet Riccardo Patrese                                                  | 7.º  | 22     |
| 1982 | Parmalat Racing Team                                  | Brabham BT49D Brabham BT50             | G    | Cosworth DFV BMW        | Nelson Piquet Riccardo Patrese                                                  | 9.º  | 19     |
| 1983 | Fila Sport                                            | Brabham BT52 Brabham BT52B             | M    | BMW                     | Nelson Piquet Riccardo Patrese                                                  | 3.º  | 72     |
| 1984 | MRD International                                     | Brabham BT53                           | M    | BMW                     | Nelson Piquet Teo Fabi Corrado Fabi Manfred Winkelhock                          | 4.º  | 38     |
| 1985 | Motor Racing Developments Ltd                         | Brabham BT54                           | P    | BMW                     | Nelson Piquet Marc Surer François Hesnault                                      | 5.º  | 26     |
| 1986 | Motor Racing Developments Ltd                         | Brabham BT54 Brabham BT55              | P    | BMW                     | Elio de Angelis Riccardo Patrese Derek Warwick                                  | 9.º  | 2      |
| 1987 | Motor Racing Developments Ltd                         | Brabham BT56                           | G    | BMW                     | Riccardo Patrese Andrea de Cesaris Stefano Modena                               | 8.º  | 10     |
| 1989 | Motor Racing Developments                             | Brabham BT58                           | P    | Judd                    | Martin Brundle Stefano Modena                                                   | 8.º  | 8      |
| 1990 | Motor Racing Developments                             | Brabham BT58 Brabham BT59              | G    | Judd                    | Stefano Modena David Brabham Gregor Foitek                                      | 9.º  | 2      |
| 1991 | Motor Racing Developments Ltd                         | Brabham BT59Y Brabham BT60Y            | P    | Yamaha                  | Martin Brundle Mark Blundell                                                    | 9.º  | 3      |
| 1992 | Motor Racing Developments Ltd                         | Brabham BT60B                          | G    | Judd                    | Eric van de Poele Giovanna Amati Damon Hill                                     | NC   | 0      |

- Negrita indica una victoria en el campeonato.